# Tineke Slagter-Roukema
Trijntje Margaretha (Tineke) Slagter-Roukema (Zwolle, 27 december 1948) is een Nederlands politicus. Ze was namens de Socialistische Partij lid van de Eerste Kamer.

## Biografie
Slagter-Roukema ging in haar geboorteplaats naar de Protestants-Christelijke Groen van Prinstererschool. Hierna deed ze tussen 1961 en 1968 gymnasium-b. Van 1968 tot 1977 studeerde ze geneeskunde aan de Rijksuniversiteit Groningen, om in 1982 en 1983 een huisartsenopleiding aan de H.A.I. in dezelfde plaats te doen. Van 1985 tot 1986 specialiseerde ze zich bovendien in de psychotherapie. Van 1977 tot 1981 was ze verpleegarts. Hierna werd ze huisarts in Zuidhorn. Tot 1991 was dit in loondienst, sindsdien heeft ze een eigen praktijk.
Slagter-Roukema heeft verschillende (bestuurs)functies bekleed. Tussen 2000 en 2002 was ze voorzitter van de Landelijke Huisartsen Vereniging. In 2003 werd ze in de Eerste Kamer gekozen. Ze houdt zich in het parlement bezig met Volksgezondheid, Welzijn en Sport, Milieu en Landbouw, Natuur en Voedselkwaliteit.
Op 19 juni 2012 werd bekend dat zij was benoemd tot voorzitter van de Raad van Toezicht van het Martini Ziekenhuis in Groningen.
Slagter-Roukema werd bij Koninklijk Besluit benoemd tot Ridder in de Orde van Oranje-Nassau.
- Parlement.com: vgfy1fxrhvrs